# VII. Keresztély dán király
VII. Keresztély, dánul: Christian den Syvende (Christiansborg Palota, 1749. január 29. – Rendsburg, 1808. március 13.) Dánia és Norvégia királya 1766-tól haláláig, Schleswig és Holstein hercege. Elmebetegsége miatt többnyire régensek uralkodtak helyette.

## Gyermekkora

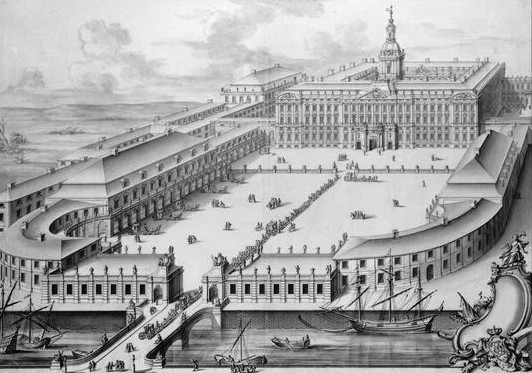
Christiansborg palota

Keresztély 1749. január 29-én született a koppenhágai Christiansborgi palotában. Apja V. Frigyes dán és norvég király, anyja Hannoveri Lujza, II. György brit király lánya volt. Keresztélynek már született egy hasonló nevű bátyja 1747-ben, aki azonban egyéves korában meghalt, így az új trónörököst nagy aggódással és reményekkel vették körül.

A királyi opera vezetője, Christoph Willibald Gluck írt egy színművet, a La Contesa dei Numi-t (Az istenek vetélkedése), melyben az olimpiai istenek összegyűlnek a Sjællandot és Fynt elválasztó tengerszorosnál hogy megvitassák, melyikük legyen a kis herceg védelmezője.
Lujza királyné 1751-ben, mindössze 27 évesen meghalt. A király egy évvel később újraházasodott, Braunschweig–Wolfenbütteli Julianna Máriát vette feleségül.
Bár a korabeli források szerint jó természetű és tehetséges gyerek volt, túlságosan szigorú nevelője, Reventlow gróf miatt állandó rettegésben élt, később pedig az apródok teljesen elzüllesztették. Betegségének tünetei már ekkor kezdtek jelentkezni. Dr. Viggo Christiansen egy 1906-os könyvében skizofréniának határozta meg VII. Keresztély betegségét, ám a mai történészek vonakodnak határozott diagnózist adni.

## Uralkodása

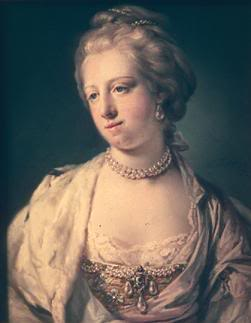
Hannoveri Karolina Matilda, VII. Keresztély felesége.

1766-ban az alkoholista V. Frigyes mindössze 42 évesen meghalt. Még ugyanazon a napon királlyá kiáltották ki az alig tizenhét éves VII. Keresztélyt a Christiansborgi palota erkélyéről.
Ugyanezen év november 8-án feleségül vette unokatestvérét, a tizenöt éves Hannoveri Karolina Matilda hercegnőt, III. György angol király húgát. Nem sokkal az esküvő után belevetette magát a kicsapongásokba és kocsmákból bordélyokba járt. 1767-től viszonyt folytatott egy Støvlet-Cathrine nevű kurtizánnal. Botrányos viselkedése és verekedései miatt bepanaszolták az udvarnál és végül Støvlet-Cathrine-t egy nagyobb összegért cserébe hajlandó volt elköltözni a városból. A király nyilvánosan kijelentette, hogy nem szeretheti Karolina Matildát, mert „nem divatos, hogy valaki a saját feleségét szeresse”. Erősödtek elmebetegségének tünetei, az üldözési mánia, a hallucinációk és az önvagdosás.

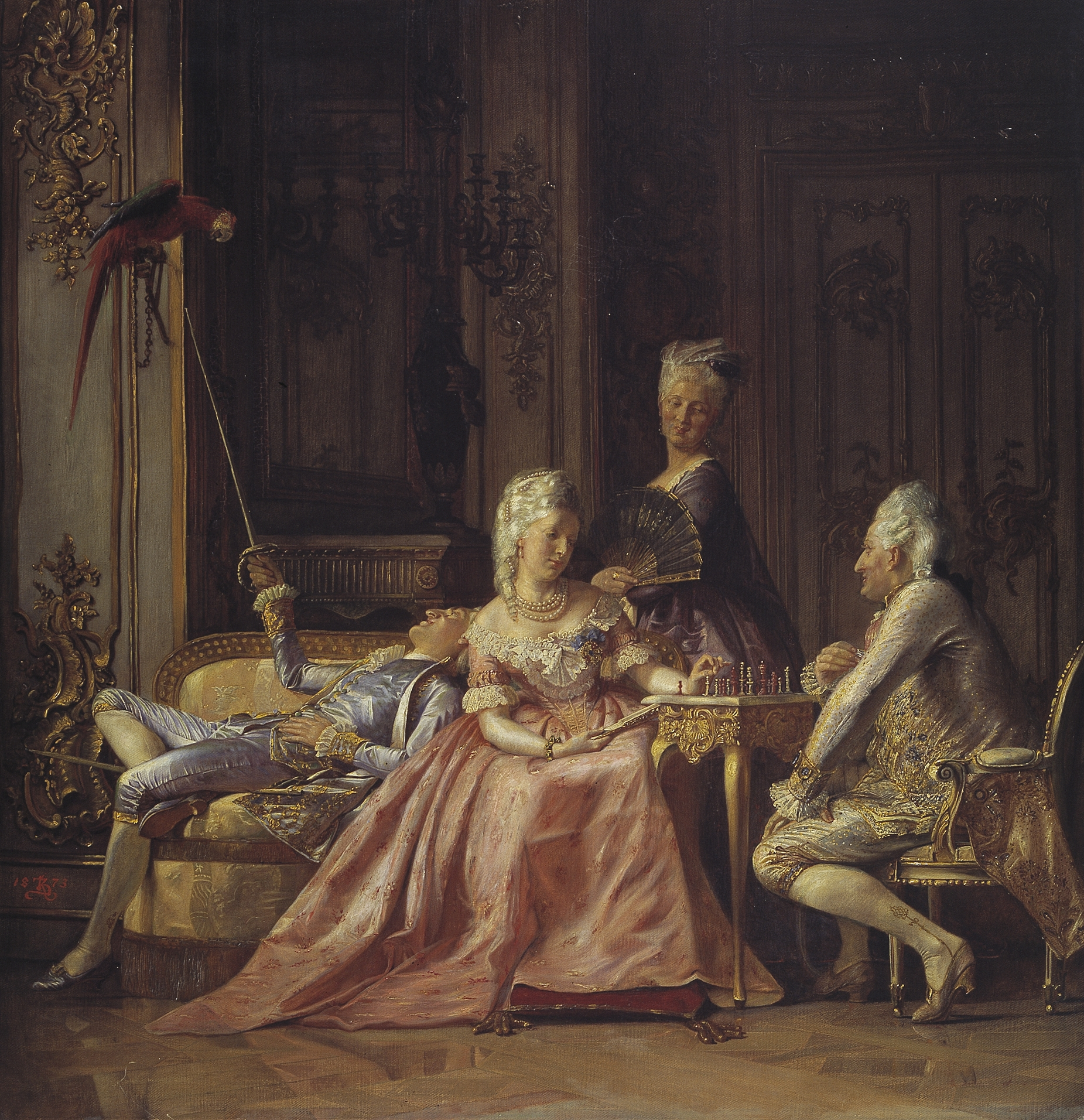
Jelenet VII. Keresztély udvarából. Kristian Zahrtmann 1873-as festménye.

## Struensee
1768-ban a király európai körutazást tett, és az udvar új orvost, Johann Friedrich Struensee-t nevezett ki a kíséretébe, akit felvilágosult arisztokraták egy csoportja támogatott. Az orvos hamar elnyerte a király bizalmát és valamennyire állapotán is tudott javítani. Hamarosan államtanácsos rangot kapott és befolyása egyre nőtt. Egy idő után már de facto régens módjára az egész kormányzatot irányította és felvilágosult reformok egész sorát vezette be. Az új kegyencnek eleinte hűvös volt a viszonya a királynéval, de Frigyes trónörökös sikeres himlőoltását követően közelebb kerültek egymáshoz, és végül Struensee a magányos és elhanyagolt Karolina Matilda szeretője lett. A királyné ezután született gyermeke, Lujza Auguszta is feltehetően Struensee lánya. Struensee igyekezett elzárni Keresztélyt a külvilágtól, erre a célra akár fizikai erőszakot is felhasznált. A király korábbi hiperaktivitása letargiára váltott át és elszigeteltségében eluralkodott rajta elmebetegsége.

## Válás
1772-ben Keresztély mostohaanyja, Braunschweig-Wolfenbütteli Julianna Mária özvegy anyakirályné kirobbantotta a botrányt. Struensee-t letartóztatták és lefejezték, reformjait visszavonták. A királyi pár házasságát felbontották, Karolina Matildától elvették a gyerekeit, őt pedig nemsokára rokonaihoz száműzték a Hannoveri Választófejedelemségbe, Celle város kastélyába. Itt 1775-ben, mindössze 23 évesen skarlátban meghalt.
Ettől kezdve Keresztély csak névlegesen volt uralkodó. 1772 és 1784 között Dániát Julianna Mária anyakirályné és az ő testi fogyatékos Frigyes fia uralta régensként. 1784-ben a nagykorúságot elérő Frigyes trónörökös puccsal átvette a hatalmat és onnan kezdve ő kormányzott beteg apja nevében. A rendeleteket továbbra is Keresztély írta alá, és ha időnként makacskodott, másnap ugyanazokat az iratokat tették elé és akkor már engedelmesen aláírta.

## Halála
1808-ban az 59 éves Keresztély a schleswigi Rendsburgban gutaütést kapott. Állítólag a spanyol segédcsapatoktól ijedt meg, de az életrajzírója nem említi a halál pontos okát. A trónt fia, VI. Frigyes örökölte, őt pedig a roskildei székesegyházban temették el.

## Magyar vonatkozások
1769-ben Keresztély meghívta Hell Miksát a vardøi obszervatóriumba. Hell megfigyelte a Vénusz Nap előtti áthaladását és mérései alapján az addigi legpontosabb becslést tette a Föld–Nap-távolságra. Társa, Sajnovics János nyelvészeti megfigyeléseket végzett a lapp, finn és magyar nyelv hasonlóságáról.

## Fordítás
- Ez a szócikk részben vagy egészben  a   Christian VII of Denmark című angol Wikipédia-szócikk ezen változatának fordításán alapul.  Az eredeti cikk szerkesztőit annak laptörténete sorolja fel. Ez a jelzés csupán a megfogalmazás eredetét és a szerzői jogokat jelzi, nem szolgál a cikkben szereplő információk forrásmegjelöléseként.

| Előző uralkodó: V. Frigyes | Dánia királya 1766 – 1808 | Következő uralkodó: VI. Frigyes |

| Előző uralkodó: V. Frigyes | Norvégia uralkodója 1766 – 1808 | Következő uralkodó: VI. Frigyes |